# Albrecht van Saksen (1443-1500)
Albrecht III (Grimma, 27 januari 1443 – Emden, 12 september 1500), bijgenaamd de Kloekmoedige, was van 1485 tot 1500 de eerste hertog van Saksen. Hij was de jongere zoon van keurvorst Frederik de Zachtmoedige en stamvader van de Albertijnse linie van de Wettin-dynastie, de latere lijn van keurvorsten en koningen van Saksen.
Op twaalfjarige leeftijd werd hij samen met zijn broer Ernst van Saksen ontvoerd door ene Kunz von Kaufungen, maar hij wist te ontsnappen, en bracht enkele jaren door aan het hof van keizer Frederik III in Wenen.
In 1464 huwde hij Sidonia, dochter van George van Podiebrad, koning van Bohemen, maar toen George in 1471 stierf, wist hij de kroon van Bohemen niet te verwerven.
Later in dat jaar 1464 stierf keurvorst Frederik II, en Albrecht en Ernst besloten samen over Saksen te heersen. In 1485 werd Saksen echter aangevallen door Thüringen. Bij het verdrag van Leipzig werd Saksen in tweeën gesplitst: Albrecht verkreeg het westelijk gedeelte van Saksen (Meißen) en werd hertog van Saksen, zijn broer Ernst bleef keurvorst van Saksen en behield de controle over de oostelijke delen van Saksen (Wittenberg). Omdat Saksen-Meissen veel rijker was dan de Ernestijnse delen van Saksen, en Albrecht nu ook het noorden van Thüringen wist in te lijven, werd Albrecht verplicht 100.000 florijnen te betalen aan Ernest als schadevergoeding. Deze ongelijke deling van Saksen leidde 80 jaar later tot een conflict tussen de beide linies.
In 1475, gedurende de campagne tegen Karel de Stoute van Bourgondië, verkreeg Albrecht veel lof als een capabel militair leider, en in 1487 leidde hij een expeditie tegen Koning Matthias Corvinus van Hongarije, die echter faalde doordat keizer Frederik III te weinig steun gaf.
In 1488 hielp Albrecht om Maximiliaan van Oostenrijk te bevrijden nadat rebellen in Brugge hem gevangen hadden gezet. In 1489 werd Albrecht achtergelaten als diens plaatsvervanger om de oorlog voort te zetten, en hij wist voor Maximiliaan de graafschappen Holland en Vlaanderen en het hertogdom Brabant te heroveren, maar doordat hem niet werd toegestaan deze districten te plunderen, leidde dit tot een groot financieel verlies.

## In Friesland en Groningen
Als betaling voor zijn diensten maakte Maximiliaan Albrecht in 1498 tot gouverneur (potestaat) van Friesland. Friesland, met inbegrip van de Ommelanden, maakte wel deel uit van het Heilige Roomse Rijk, maar zag zich als rijksonmiddellijk gebied. Het had nimmer een heer gekend, althans een heer had er nimmer blijvend gezag weten te verwerven. De Friese landen waren aan het einde van de vijftiende eeuw het strijdtoneel van de conflicten tussen Schieringers en Vetkopers. De stad Groningen leek in die conflicten de enige machtsfactor die handelend kon optreden en breidde haar macht uit tot vrijwel geheel Friesland en Groningen. Om de macht van de stad in te dammen, werd Albrecht door sommigen in Friesland met open armen ontvangen. Hij wist Friesland voor het grootste gedeelte onder controle te krijgen en werd ook door Groningen als heer erkend.
Zodra hij was teruggekeerd naar Saksen-Meissen bleek zijn erkenning echter vooral een lippendienst. Groningen werd binnengevallen door graaf Edzard van Oost-Friesland. Kort daarna stierf Albrecht nabij Emden en werd begraven in Meißen. Hij werd opgevolgd door zijn zonen George en Hendrik.
De verovering door Albrecht III van de Friese landen markeerde wel het definitieve einde van de Friese Vrijheid. Ook de Friese taal werd daarna als bestuurstaal vervangen door het Nederduits.

## Kinderen
1. Catharina (1468-1524), in 1484 gehuwd met hertog Sigismund van Oostenrijk en in 1497 met hertog Erik I van Brunswijk-Calenberg-Göttingen
2. George met de Baard (1471-1539)
3. Hendrik V de Vrome (1473-1541)
4. Frederik (1474-1510), grootmeester van de Duitse Orde
5. Anna (1478-1479)
6. Lodewijk (28 september 1481-?)
7. Johan (1484-?)
8. Johan (b. Torgau, 2 december 1498-?)

## Voorouders
| Overgootouders                  | Frederik III van Meißen (1332-1381) ∞ Catharina van Henneberg (-1397)            | Frederik III van Meißen (1332-1381) ∞ Catharina van Henneberg (-1397)            | Hendrik de Milde van Brunswijk-Lüneburg (–1416) ∞ Sophia van Pommeren (–)        | Hendrik de Milde van Brunswijk-Lüneburg (–1416) ∞ Sophia van Pommeren (–)        | Leopold III van Oostenrijk (1351-1386) ∞ Verde Visconti (1352–1414)                | Leopold III van Oostenrijk (1351-1386) ∞ Verde Visconti (1352–1414)                | Ziemovit IV van Mazovië (1352–1425) ∞ Alexandra van Litouwen (–)                   | Ziemovit IV van Mazovië (1352–1425) ∞ Alexandra van Litouwen (–)                   |
| Grootouders                     | Frederik I van Saksen (1370-1428) ∞ Catharina van Brunswijk-Lüneburg (1395-1442) | Frederik I van Saksen (1370-1428) ∞ Catharina van Brunswijk-Lüneburg (1395-1442) | Frederik I van Saksen (1370-1428) ∞ Catharina van Brunswijk-Lüneburg (1395-1442) | Frederik I van Saksen (1370-1428) ∞ Catharina van Brunswijk-Lüneburg (1395-1442) | Ernst I van Oostenrijk (1377–1424) ∞ Cymburgis van Mazovië (1394–1429) (1436–1467) | Ernst I van Oostenrijk (1377–1424) ∞ Cymburgis van Mazovië (1394–1429) (1436–1467) | Ernst I van Oostenrijk (1377–1424) ∞ Cymburgis van Mazovië (1394–1429) (1436–1467) | Ernst I van Oostenrijk (1377–1424) ∞ Cymburgis van Mazovië (1394–1429) (1436–1467) |
| Ouders                          | Frederik II van Saksen (1412-1464) ∞ Margaretha II van Oostenrijk (1416-1486)    | Frederik II van Saksen (1412-1464) ∞ Margaretha II van Oostenrijk (1416-1486)    | Frederik II van Saksen (1412-1464) ∞ Margaretha II van Oostenrijk (1416-1486)    | Frederik II van Saksen (1412-1464) ∞ Margaretha II van Oostenrijk (1416-1486)    | Frederik II van Saksen (1412-1464) ∞ Margaretha II van Oostenrijk (1416-1486)      | Frederik II van Saksen (1412-1464) ∞ Margaretha II van Oostenrijk (1416-1486)      | Frederik II van Saksen (1412-1464) ∞ Margaretha II van Oostenrijk (1416-1486)      | Frederik II van Saksen (1412-1464) ∞ Margaretha II van Oostenrijk (1416-1486)      |
| Albrecht van Saksen (1443-1500) |                                                                                  |                                                                                  |                                                                                  |                                                                                  |                                                                                    |                                                                                    |                                                                                    |                                                                                    |

## Trivia
In 1850 stichtte koning Frederik August II van Saksen een Albrechtsorde ter herinnering aan Albrecht III van Saksen. Ter ere van hertogin Sidonia kwam er in 1870 een Sidonia-Orde.